# فرانچسکو ماسارو
فرانچسکو ماسارو (ایتالیایی: Francesco Massaro؛ زادهٔ ۱۹۳۵ میلادی) کارگردان فیلم و فیلم‌نامه‌نویس اهل ایتالیا است.
ور کارش را با دستیاری کارگردان در فیلم یوزپلنگ (لوکینو ویسکونتی) شروع کرد و با کارگردانان بزرگی چون پیترو جرمی، دینو ریسی و لوچو فولچی همکاری داشت.
از فیلم‌هایی که وی در آن‌ها نقش داشته‌است، می‌توان به گرگ و بره، ژنرال ایستاده می‌خوابد و پائولو بارکا، معلم مدرسه و برهنه‌گرای آخر هفته اشاره نمود.